# Рододендрон ковровидный
Рододендрон ковровидный (лат. Rhododéndron calostrotum) — вечнозелёный кустарник, вид подсекции Saluenensia, секции Rhododendron, подрода Rhododendron, рода Рододендрон (Rhododendron), семейства Вересковые (Ericaceae).
Китайское название: 美被杜鹃 mei bei du juan.
Используется в качестве декоративного садового растения.

## Распространение и экология
Китай (Тибет, Юньнань), Индия, Мьянма. Скалистые, поросшие лесом или кустарником склоны на высотах от 3400 до 4600 метров над уровнем моря.

## Ботаническое описание
]
]

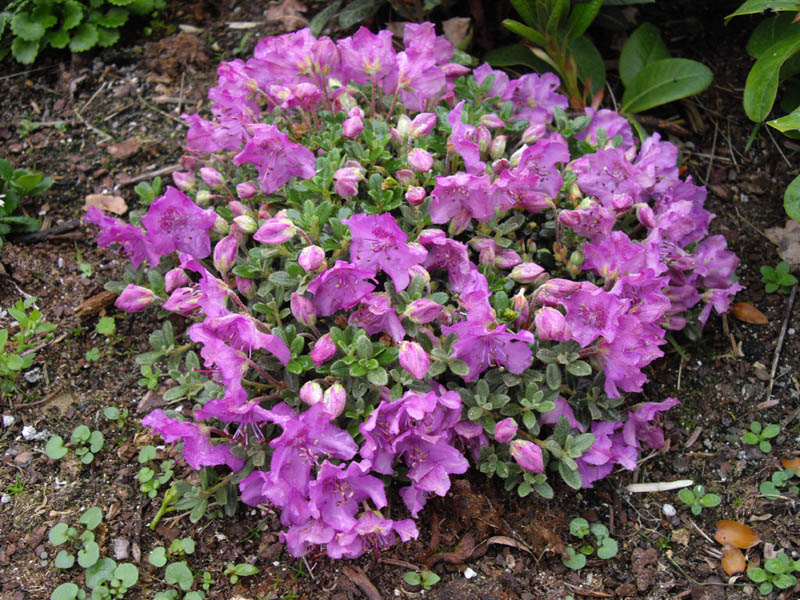

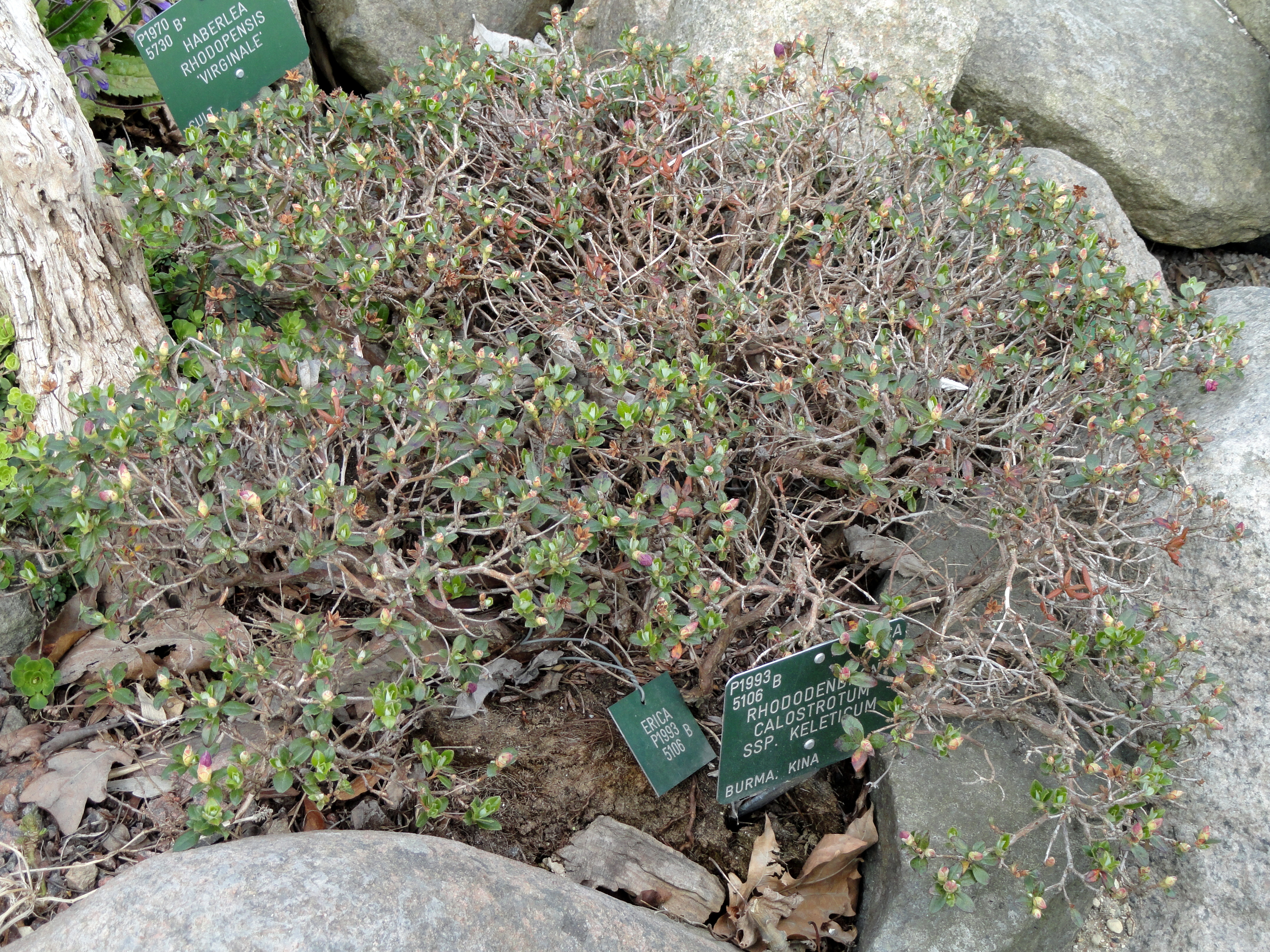

Маленькие вечнозелёные кустарники, высотой 0,2—1 мметра.
Черешки листьев 2—6 мм, плотно чешуйчатые. Листовые пластинки овально-эллиптические до продолговато-эллиптических или яйцевидные, 0,5—2,5 × 0,3—1,4 см, остроконечные.
Соцветие верхушечное, 1—2 (—5) цветковое. Цветоножки 0,8—1,5 см, плотно чешуйчатые. Чашечка красновато-фиолетовая или бледно-красная; венчик широко воронковидно-колокольчатый, красный или бледно-фиолетовый, 1—2,5 см, густо опушенные; тычинки неравной длины, длиннее трубки, но короче венчика; нити густо опушенные у основания; густо чешуйчатые, иногда опушенные; пестик красный, длиннее тычинок, голый или опушенный у основания.
Цветение в мае-июле. Семена созревают в августе-сентябре.
2 подвида:
- Rh. calostrotum var. calostrotum — листовая пластинка овально-эллиптическая или продолговато-эллиптическая, 1,5—2,5 см. Чашечка 4—9 мм; венчик 1,5—2,5 см.
- Rh. calostrotum var. calciphilum (Hutch. & Kingdon-Ward) Davidian — листовая пластинка яйцевидная, 0,5—1,5 см. Чашечка около 5 мм; венчик 1—1,8 см.[3]

## В культуре
В культуре известен с 1910 года.
В Латвии интродуцирован в 1959 году. Труднокультивируемый вид. В суровые зимы подмерзает. Культивируется редко (в Риге).
Выдерживает понижения температуры до −18 °С, −24 °С.